# تعليم رعوي طبي

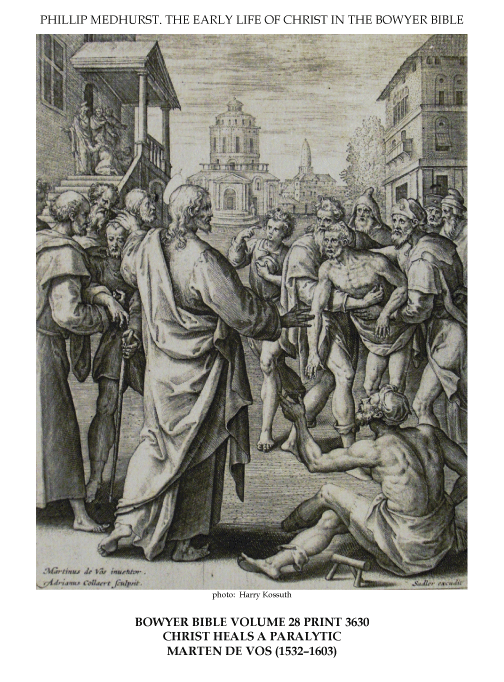

التعليم الرعوي الطبي (CPE) عبارة عن تعليم يهدف إلى تعليم الرعاية الرعوية لرجال الدين وغيرهم. ويعد التعليم الرعوي الطبي طريقة لتدريب رجال الدين في المستشفيات ونزل الدير في الولايات المتحدة.[بحاجة لمصدر] ويعد التعليم الرعوي الطبي عبارة عن تجربة متعددة الثقافات ومتعددة الأديان تستخدم مقابلات في العالم الحقيقي بين رجال الكهنوت والطلاب لتحسين رعاية رجال الكهنوت والرعاية الرعوية التي يتم توفيرها من خلال موفري الرعاية من كل الأديان والخلفيات الثقافية المختلفة. وقد ظهر التعليم الرعوي الطبي في بداياته في أوائل القرن العشرين. ففي عام 1925، قام د. ريتشارد كابوت، وهو طبيب ومساعد في كلية اللاهوت في جامعة هارفارد، بنشر مقال في Survey Graphic يقترح فيه بأن يتلقى كل مرشح للعمل في الكهنوت تدريبًا طبيًا للعمل الرعوي يشبه التدريب الطبي الذي يتم إعطاؤه للطلاب الدارسين للطب. وفي الثلاثينيات من القرن العشرين، قام القس أنتون بويسن بوضع طلاب العلم اللاهوتي في حالة تواصل خاضعة للمراقبة مع المرضى في مستشفيات الأمراض العقلية. وتعترف وزارة التعليم الأمريكية باتحاد التعليم الرعوي الطبي كمنظمة اعتماد لبرامج التعليم الرعوي الطبي.